# Палаузов Спиридон Миколайович
Спиридо́н Мико́лайович Палау́зов (нар. 1818, Одеса, Херсонська губернія, Російська імперія — пом. 1872, Санкт-Петербурзька губернія, Російська імперія) —  історик болгарського походження. Спеціалізувався на медієвістиці, археографії, дослідженнях ‎історії Болгарії, Чехії, Угорщини та Румунії. Учень українських славістів Осипа Бодянського та Ізмаїла Срезневського. Один із засновників Априловської гімназії у Ґаброво. 

## Життєпис
Спиридон Палаузов народився 1818 в українському місті Одеса, що на той час входило до складу Херсонської імперії Російської імперії.
Походив із одеської купецької родини болгарських емігрантів, діячів болгарського національного відродження. 
Закінчив Рішельєвський ліцей, навчався у Боннському, Гайдельберзькому та Мюнхенському університетах. Повернувшись до Російської імперії, почав займатись славістикою. Учень українських славістів Осипа Бодянського та Ізмаїла Срезневського. 1852 захистив у Імператорському Санкт-Петербурзькому університеті магістерську дисертацію «Епоха болгарського царя Симеона».
З цього ж року — чиновник з особливих доручень міністерства народної освіти. Під час Кримської війни Російської імперії перебував у діючій Російській імператорській армії, агент з організаційних питань переселення болгар до Російської імперії. 1860  перейшов до департаменту зовнішньої торгівлі міністерства фінансів.
Публікувався в газетах та журналах, був дійсним членом кількох наукових товариств, в тому числі й Імператорського Одеського товариства історії і старожитностей.
Спиридон Палаузов помер 1872 у Санкт-Петербурзькій губернії. Похований на Першому Християнському цвинтарі Одеси. 1937 року комуністичною владою цвинтар було зруйновано. На його місці був відкритий «Парк Ілліча» з розважальними атракціонами, а частина була передана місцевому зоопарку. Нині достеменно відомо лише про деякі перепоховання зі Старого цвинтаря, а дані про перепоховання Палаузова відсутні.

## Наукова діяльність
Один із перших представників болгарської медієвістики, новістики та археографії. Вважається засновником критичного напрямку болгарської історіографії. Значну увагу приділив історії боротьби європейських народів — болгар, сербів, угорців, австрійців, поляків, молдован проти Османської імперії.

### Наукові праці
- Библиография на трудовете на Спиридон Николаев Палаузов // Палаузов Сп. Н. Избране трудове. — Т.1. — София, 1974.